# Cryptandra hispidula
Cryptandra hispidula är en brakvedsväxtart som beskrevs av Reiss., F. Müll.. Cryptandra hispidula ingår i släktet Cryptandra och familjen brakvedsväxter. Inga underarter finns listade i Catalogue of Life.